# Bagbin-Noungou
Pour les articles homonymes, voir Bagbin et Noungou.
Ne doit pas être confondu avec Noungou.
Bagbin-Noungou est une localité située dans le département de Korsimoro de la province du Sanmatenga dans la région Centre-Nord au Burkina Faso.

## Géographie
Bagbin-Noungou est situé à 1,5 km au sud-est de Sabouri-Natenga, à 11 km au sud de Korsimoro, le chef-lieu du département, et à environ 50 km au sud de Kaya, la principale ville de la région.
Constitué de centres d'habitation dispersés, Bagbin-Noungou forme un ensemble de communauté de villages avec Ouidin, Sabouri-Nakoara, Sabouri-Sonkin et Sabouri-Natenga, tous situés à proximité.

## Éducation et santé
Le centre de soins le plus proche de Bagbin-Noungou est le centre de santé et de promotion sociale (CSPS) de Sabouri-Natenga tandis que le centre hospitalier régional (CHR) se trouve à Kaya.